# Metka Furlan
Metka Furlan, slovenska jezikoslovka in pedagoginja, etimologinja in indoevropska komprativistka, * 22. marec 1955, Ljubljana

## Življenje in delo
Rodila se je 22. 3. 1955 v Ljubljani. V zgodnjem otroštvu se je njena družina preselila iz Ljubjane v Izolo, kjer je živela do odhoda na študij v Ljubljano. Danes živi v Ljubljani in je mati dveh otrok, sina in hčerke.  
Za študij indoevropskega primerjalnega jezikoslovja (in ob njem tudi slovenskega jezika s književnostjo) se je odločila, ker prav ta najbolj pojasnjuje in uzavešča, da je jezik dobro strukturiran sistem in zato sploh omogoča učinkovito komunikacijo. Kot dijakinja Slovenske gimnazije v Kopru je imela republiško štipendijo, ki jo je zaradi izbire glavne študijske smeri indoevropskega primerjalnega jezikoslovja izgubila. Diplomirala je leta 1980 na Filozofski fakulteti v Ljubljani. Doktorirala je leta 1987 z disertacijo z naslovom Indoevropske dvozložne težke baze v hetitščini.  
Leta 1991 se je kot štipendistka avstrijskega Ministrstva za znanost in raziskovanje izpopolnjevala na Univerzi na Dunaju. Od leta 1983 (od leta 1999 kot znanstvena svetnica) je redno zaposlena v Etimološko-onomastični sekciji Inštituta za slovenski jezik Frana Ramovša Znanstvenoraziskovalnega centra SAZU. Na Filozofski fakulteti Univerze v Ljubljani je bila leta 1994 imenovana za docentko primerjalnega jezikoslovja indoevropskih jezikov, šest let pozneje (leta 2000) za izredno, leta 2011 pa za redno profesorico. Od leta 1994 prav tam pri predmetu Hetitščina predava o zgodovinskem razvoju tega najstarejšega indoevropskega jezika, ki se je med 17. in 13. stoletjem pred našim štetjem govoril v Mali Aziji. Od leta 2000 predava tudi predmet Laringalna teorija, ki preučuje razvojne sledi praindoevropskih fonemov v posameznih indoevropskih jezikih, o katerih je prvi sklepal švicarski jezikoslovec, indoevropski komparativist in oče strukturalizma Ferdinand de Saussure. 
Med letoma 1983 in 2005 je sodelovala pri dokončanju tretje in četrte knjige Etimološkega slovarja slovenskega jezika Franceta Bezlaja, ki sta izšli 1995 in 2005. Leta 2013 je izdala poskusni zvezek za Novi etimološki slovar slovenskega jezika. Istoimenski projekt se od leta 2017 kot rastoči slovar letno nadgrajuje in dopolnjuje na portalu Fran. Trenutno se ukvarja z izdelavo gesel s področja slovenske zoonimije. Monografija Prispevki k slovenski in slovanski etimologiji (2016) prinaša 12 besedil z novimi etimološkimi razlagami, ki so nastale v okviru nastajajočega novega temeljnega etimološkega slovarja slovenskega jezika. 
Na področju primerjalnega jezikoslovja in etimologije posveča pozornost predvsem posameznim slovenskim, slovanskim in hetitskim problemom, ukvarja pa se tudi s teoretičnimi vprašanji etimologije (etimološki postopek, izvor in etimologija), deloma tudi onomastike. Svoja znanstvena dognanja predstavlja na mednarodnih konferencah doma in v tujini. Leta 1993 je izšel njen Odzadnji slovar zemljepisnih imen po Atlasu Slovenije (Znanstvenoraziskovalni center SAZU), leta 2001 pa v soavtorstvu knjižica Pravopisno ustrezen zapis zemljepisnih in stvarnih lastnih imen v Registru zemljepisnih imen in Registru prostorskih enot (Geodetska Uprava Republike Slovenije Ljubljana). Uredila je več del, med njimi tudi publikacijo France Bezlaj, Zbrani jezikoslovni spisi I−II (2003). Poskrbela je za transliterirano izdajo in digitalizacijo Pleteršnikovega slovensko-nemškega slovarja (2006). Med letoma 1997 in 2005 je bila članica uredniškega odbora revije Slovenski jezik/Slovene Linguistic Studies, ki od leta 1997 izhaja v Ljubljani in Lawrencu (Kansas, ZDA), od istega leta je članica uredniškega odbora revije Jezikoslovni zapiski, ki jo od leta 1997 izdaja Inštitut za slovenski jezik Frana Ramovša ZRC SAZU. Od leta 1995 je članica Komisije za standardizacijo zemljepisnih imen pri Vladi Republike Slovenije. 
Predava na Oddelku za primerjalno in splošno jezikoslovje Filozofske fakultete Univerze v Ljubljani.

## Nagrade
Za prispevek pri dokončanju tretje knjige Etimološkega slovarja slovenskega jezika je bila nagrajena z zlatim znakom ZRC SAZU za leto 1995, leta 2011 pa je dobila Priznanje za nadpovprečno uspešno pedagoško delo Študentskega sveta Filozofske fakultete Univerze v Ljubljani. 